# Голуметь
Голуметь — село в Черемховском районе Иркутской области России. Административный центр Голуметского муниципального образования. Находится примерно в 86 км к юго-западу от районного центра.

## Население
| 2002 | 2010  | 2011  | 2012  |
| ---- | ----- | ----- | ----- |
| 2349 | ↘1918 | ↘1912 | ↘1866 |

## История
Село Голуметь основано в 1548 году. Село являлось центром Голуметской волости, а его население занималось земледелием, охотой, различными промыслами и торговлей. В 1941 году образован Голуметский район, который просуществовал до 1959 года. В 1941—1959 годах Голуметь была центром Голуметского района. В послевоенный период, на реке Большая Иреть, вблизи деревни Полежаева работала небольшая Полежаевская ГЭС.

## Известные уроженцы
- Рихванов, Леонид Петрович (1945—2020) — российский учёный-геолог и общественный деятель, доктор геолого-минералогических наук, профессор отделения геологии Инженерной школы природных ресурсов Томского политехнического университета, общественный деятель-эколог; Заслуженный деятель науки РФ, Заслуженный геолог Российской Федерации.
- Сиденко, Георгий Егорович (1927—1997) — Герой Социалистического Труда, тракторист совхоза «Голуметский» Черемховского района Иркутской области.
- Харитонов, Леонид Михайлович (1933—2017) — советский и российский певец, народный артист РСФСР (1986).
- Николаева (Голубева) Лидия Иннокентьевна (1930 года рождения) Герой Социалистического Труда, педагог. Проживает г. Иркутск.